# Coleophora etrusca
Coleophora etrusca é uma espécie de mariposa do gênero Coleophora pertencente à família Coleophoridae.